# Ornithogalum magnum
Ornithogalum magnum är en sparrisväxtart som beskrevs av Ippolit Hippolit Mikhailovich Krascheninnikov och Boris Konstantinovich Schischkin. Ornithogalum magnum ingår i släktet stjärnlökar, och familjen sparrisväxter. Inga underarter finns listade i Catalogue of Life. Den växer vild i Kaukasus och odlas ibland för de vita blommorna. På svenska kallas den då stor stjärnlök. 